# Cerapachys hondurianus
Cerapachys hondurianus é uma espécie de formiga do gênero Cerapachys.